# Waray-waray
El waray-waray, samarà o visaià de Leyte i Samar és una llengua que pertany al fil austronesi, dins de la branca occidental del malaiopolinesi i del grup visaià. Parlada a les Filipines per uns tres milions de persones. Se li dona el codi de tres lletres ISO 639-2 war, però no té codi de dos lletres ISO 639-1. Conté nombrosos préstecs lingüístics del castellà.
El samarà és la llengua nadiua dels habitants de l'illa de Samar. Tanmateix, també es parla a la província de Biliran, Siquijor i a la part oriental de Leyte.

## Exemples[calcitació]
- Puc fer una pregunta? - ¿Puydi ba ako mamakiana?
- Bon dia! - ¡Maupay nga adlaw!
- On va vostè? - ¿Makain ka?
- On és el bany?- ¿Hain iton banyo (o baño)?
- Com es diu? - ¿Ano iton imo ngaran?
- On és el mercat? - ¿Hain/Diin ba iton mercado?
- En voldria dos d'aquests. - Gusto ko (hin) duha ini.
- Hola, em dic Pere. - Kumusta. Pere iton akon ngaran. o Ako hi Pere
- Nombres en samarà: 1 : usá, 2 : duhá, 3 : tuló, 4 : upát, 5 : limá, 6 : unóm, 7 : pitó, 8 : waló, 9 : siyám, 10 : napúlo, 11 : onse, 100 : cien, 1.000 : mil, 1.000.000 : milyon. (habitualment s'usen els nombres en castellà per xifres superiors a 10)